# C/2014 Q2 Lovejoy
C/2014 Q2 (Lovejoy), nota anche come cometa Lovejoy, è una cometa di lungo periodo del sistema solare. È stata scoperta come un oggetto della 15ª magnitudine nella costellazione meridionale della Poppa il 17 agosto 2014 da Terry Lovejoy, utilizzando un telescopio Schmidt-Cassegrain con apertura di 20 cm. È la quinta cometa scoperta da Lovejoy.
All'inizio di dicembre 2014, la cometa ha raggiunto magnitudine 7,4, divenendo osservabile anche con piccoli telescopi e binocoli. Per la metà del mese, esperti osservatori sono riusciti a vederla ad occhio nudo, in un cielo buio. Nella notte tra il 28 ed il 29 dicembre, la cometa ha transitato ad 1/3 di grado d'arco dall'ammasso globulare M79.
Nel gennaio del 2015 ha raggiunto una luminosità pari alla 4ª magnitudine, divenendo una delle comete più luminose visibili dall'emisfero settentrionale. Il 7 gennaio è transitata a 0,469 UA (70200000 km) dalla Terra; il 9 ha attraversato l'equatore celeste, divenendo osservabile con maggior facilità dall'emisfero settentrionale della Terra. Ha raggiunto il perielio il 30 gennaio 2015, ad una distanza di 1,29 UA dal Sole.
Prima di attraversare la regione del sistema solare nella quale orbitano i pianeti (epoca 1950), la cometa aveva un periodo orbitale di 11500 anni; all'uscita (epoca 2050), il periodo orbitale si sarà ridotto a circa 8000 anni.
Le osservazioni al 12 gennaio danno la cometa di magnitudine leggermente superiore a +4, fra 3,5 e 4. Il 15 gennaio viene valutata di magnitudine 3,8. L'aggiornamento del 18 gennaio valuta la magnitudine in leggero declino, fra +4 e +4,5.